# الحوزية الغربية (حوزية)
الحوزية الغربية هي إحدى مشيخات المملكة المغربية، تتبع جغرافيا لإقليم الجديدة وإداريًا لحوزية. يقدر عدد سكانها بـ 6225 نسمة حسب الإحصاء الرسمي للسكان والسكنى لسنة 2004.